# Зазеран
Зазера́н (перс. زازران‎) — небольшой город в центральном Иране, в провинции Исфахан. Входит в состав шахрестана Фелаверджан. По данным переписи, на 2006 год население составляло 7 670 человек.

## География
Город находится в юго-западной части Исфахана, в гористой местности восточного Загроса, на высоте 1606 метров над уровнем моря.
Зазеран расположен на расстоянии приблизительно 9 километров к западу от Исфахана, административного центра провинции и на расстоянии 335 километров к югу от Тегерана, столицы страны. Ближайший гражданский аэропорт расположен в городе Исфахан.